# Mpho Makola
Mpho Makola (sinh ngày 4 tháng 5 năm 1986 ở Alexandra, Gauteng) là một tiền vệ bóng đá người Nam Phi cho câu lạc bộ Premier Soccer League Orlando Pirates.

## Cuộc sống ban đầu
Makola sinh ra và lớn lên ở Alexandra và học tập tại Yeoville Community Primary School và Barnato Park High School. Anh gia nhập học viện Kaizer Chiefs năm 1999 từ Alex Sheffield. Lúc 15 tuổi, Makola trở thành trụ cột chính của gia đình và chăm sóc mẹ cùng sáu anh chị em. Sau đó anh thi đấu cho Vaal University of Technology.

## Thống kê sự nghiệp
Tính đến 30 tháng 1 năm 2018
| Câu lạc bộ          | Mùa giải            | Giải vô địch          | Giải vô địch | Giải vô địch | Cúp     | Cúp       | Cúp Liên đoàn | Cúp Liên đoàn | Khác    | Khác      | Tổng cộng | Tổng cộng |
| Câu lạc bộ          | Mùa giải            | Hạng đấu              | Số trận      | Bàn thắng    | Số trận | Bàn thắng | Số trận       | Bàn thắng     | Số trận | Bàn thắng | Số trận   | Bàn thắng |
| ------------------- | ------------------- | --------------------- | ------------ | ------------ | ------- | --------- | ------------- | ------------- | ------- | --------- | --------- | --------- |
| Free State Stars    | 2009–10             | Premier Soccer League | 26           | 3            | 0       | 0         | 0             | 0             | 0       | 0         | 26        | 3         |
| Free State Stars    | 2010–11             | Premier Soccer League | 26           | 1            | 0       | 0         | 0             | 0             | 0       | 0         | 26        | 1         |
| Free State Stars    | 2011–12             | Premier Soccer League | 16           | 2            | 3       | 0         | 0             | 0             | 0       | 0         | 19        | 2         |
| Free State Stars    | Tổng                | Tổng                  | 68           | 6            | 3       | 0         | 0             | 0             | 0       | 0         | 71        | 6         |
| Orlando Pirates     | 2012–13             | Premier Soccer League | 9            | 1            | 0       | 0         | 0             | 0             | 2       | 0         | 11        | 1         |
| Orlando Pirates     | 2013–14             | Premier Soccer League | 17           | 2            | 5       | 1         | 0             | 0             | 3       | 1         | 25        | 4         |
| Orlando Pirates     | 2014–15             | Premier Soccer League | 25           | 3            | 2       | 0         | 2             | 0             | 4       | 0         | 33        | 3         |
| Orlando Pirates     | 2015–16             | Premier Soccer League | 24           | 7            | 5       | 1         | 3             | 1             | 1       | 0         | 33        | 9         |
| Orlando Pirates     | 2016–17             | Premier Soccer League | 26           | 0            | 5       | 2         | 3             | 1             | 1       | 0         | 35        | 3         |
| Orlando Pirates     | 2017–18             | Premier Soccer League | 17           | 1            | 0       | 0         | 2             | 1             | 0       | 0         | 19        | 2         |
| Orlando Pirates     | Tổng                | Tổng                  | 118          | 14           | 17      | 4         | 10            | 3             | 11      | 1         | 156       | 22        |
| Tổng cộng sự nghiệp | Tổng cộng sự nghiệp | Tổng cộng sự nghiệp   | 186          | 20           | 20      | 4         | 10            | 3             | 11      | 1         | 227       | 28        |

1. 1 2 3 4  Số trận ở MTN 8
2. ↑  Số trận ở CAF Champions League

## Sự nghiệp quốc tế
Anh ghi bàn trong màn ra mắt quốc tế trước Sénégal ở giao hữu quốc tế vào ngày 8 tháng 9 năm 2015.

### Bàn thắng quốc tế
Tỉ số và kết quả liệt kê bàn thắng của Nam Phi trước.
| Bàn thắng | Thời gian          | Địa điểm                                    | Đối thủ | Tỉ số | Kết quả | Giải đấu |
| --------- | ------------------ | ------------------------------------------- | ------- | ----- | ------- | -------- |
| 1.        | 8 tháng 9 năm 2015 | Sân vận động Orlando, Johannesburg, Nam Phi | Sénégal | 1–0   | 1–0     | Giao hữu |
| 2.        | 6 tháng 9 năm 2016 | Sân vận động Orlando, Johannesburg, Nam Phi | Ai Cập  | 1–0   | 1–0     | Giao hữu |